# Katharina Boguslawski
Katharina Boguslawski (ur. 1986) – polska fizyczka kwantowa.

## Wykształcenie
Pochodzi z Bydgoszczy, przez 26 lat mieszkała poza Polską. W 2009 roku ukończyła studia magisterskie na Politechnice Federalnej w Zurychu, a trzy lata później w 2012 roku obroniła doktorat z chemii kwantowej na tej samej uczelni. Następnie uzyskując finansowanie na staż podoktorski w ramach programu “Early postdoc mobility fellowship” wyjechała do McMaster University w Kanadzie, wówczas otrzymała również grant “Banting Fellowship”.

## Kariera naukowa
Po powrocie do Polski w 2015 roku, pod kierunkiem prof. Ireneusza Grabowskiego podjęła pracę na Wydziale Fizyki, Astronomii i Informatyki Stosowanej Uniwersytetu Mikołaja Kopernika w Toruniu. 

## Nagrody
- Stypendystka programu „START 2016” – stypendium Ministerstwa Nauki i Szkolnictwa Wyższego dla wybitnego młodego naukowca.
- Zdobyła również grant Narodowego Centrum Nauki SONATA BIS na założenie własnej grupy badawczej i grant “Marie Skłodowskiej-Curie Action Individual Fellowship European Fellowship” przyznawanym przez Komisję Europejską, który realizuje obecnie na Wydziale Chemii Uniwersytetu Mikołaja Kopernika w Toruniu, kierując równocześnie swoją grupą badawczą na Wydział Fizyki, Astronomii i Informatyki Stosowanej UMK.
- W 2019 roku została wybrana do Akademii Młodych Uczonych Polskiej Akademii Nauk[2].
- W 2020 roku otrzymała Nagrodę Naukową tygodnika „Polityka” w dziedzinie nauki ścisłe[3].
- 2023: Nagroda Narodowego Centrum Nauki[4].

## Życie prywatne
Ma córkę – Zosię.